# طفولتي حتى الآن
طفولتي حتى الآن هي رواية للروائي و الشاعر الفلسطيني إبراهيم نصر الله، صدرت عن الدار العربية للعلوم ناشرون سنة 2022 بالشارقة في الامارات العربية المتحدة. هي جزء من سلسلة روايات "الملهاة الفلسطينية". تتمحور الرواية حول حكاية إبراهيم الطفل الذي عاش و ترعرع في مخيم اللاجئين الفلسطنيين بعمان في الأردن، إنها قصة المأساة الفلسطينية بكل تجلياتها وآلامها، وحكاية الأحلام المشروعة والتشبث بالأمل والتحدي الذي يشكل ملامح مسيرة الشعب الفلسطيني. قسمها إلى ستة أجزاء، وأضاف قسماً سابعاً أسماه "طفولة سابعة"، تاركاً إياه مفتوحاً.

## ملخص الرواية
تقدم الرواية سردًا مؤثرًا لمعاناة الفلسطينيين الذين شُرِّدوا من وطنهم، من خلال قصة الراوي الذي نشأ في مخيم الوحدات للاجئين الفلسطينيين في الأردن. يستعيد الراوي ذكرياته عن طفولته في بيت صغير من غرفة واحدة، حيث عاش مع والدته عايشة ووالده وإخوته.
تلعب شخصية عايشة، والدته، دورًا محوريًا في الرواية، إذ تحكي له عن رحلة العذاب التي عاشها الفلسطينيون بعد تهجيرهم، ومنها الحادثة الأليمة التي اضطر فيها اللاجئون لشرب الماء المعتصر من ملابس أحبائهم الذين سقطوا في البئر أثناء هروبهم من فلسطين. تظهر عايشة كامرأة قوية، كرست حياتها لتعليم أبنائها وأطفال المخيم رغم الظروف القاسية.
تعكس الرواية واقع المخيم القاسي، حيث الفقر وانعدام الرعاية الصحية، وتبرز مأساة الطفل قاسم، الذي وُلِد مشوهًا بسبب دواء خاطئ تم وصفه للنساء الحوامل.
كما تتناول الرواية قصة حب الطفولة بين الراوي ونور، الفتاة المتفوقة دراسيًا، التي كانت تشاركه حلم الهروب والطيران بعيدًا عن واقع المخيم المرير. لكن الأمل في العودة إلى فلسطين يتحطم مع نكسة 1967، التي قضت على أحلام اللاجئين في الرجوع إلى وطنهم.
ورغم المآسي، يبقى الأمل حاضرًا في الرواية، حيث تنتظر الأسرة مولودًا جديدًا يُسمى فدوى، تيمّنًا بالشاعرة الفلسطينية فدوى طوقان، مما يعكس استمرار التمسك بالهوية الفلسطينية رغم الألم والمعاناة.

## الشخصيات
تحضر في الرواية عدة شخصيات لكن أكثرها حضورا و تجسيدا في الرواية هي:
- إبراهيم: و هو السارد في النص الأدبي و المتحدث عن طفولته و سيرته
- نور: تمثل علاقة السارد بنور تطلعا إلى  نور الحبّ والرّمز الأبدي للحرّية[5] الذي ربما افتقده في المخيم، تلك الفتاة التي رعته ودعمته ودفعت به للمضيّ في النجاحات وتحقيق الآمال، واللذان بعلاقتهما أثبتا إلى أيّ مدى تكون مقدّسة ونقيّة ورائعة صَداقة الرجل والمرأة، تلك الفتاة التي رَعَته وشدّت بيده ودفعت به للمُضيّ في النّجاحات وتحقيق النصرآمال، واللذان بعلاقتهما أثبتا إلى أيّ مدى تكون مُقدّسةً ونَقيّةً ورائعةً صَداقةُ الرجل والمرأة.[3]
- عايشة: رمز التحدي و الصمود ، و الام التي أدركت أنّ فلسطين تحتاج إلى أبناء متعلمين، متفوقين، مبدعين، حاجتها إلى مقاتلين، وأنَّ المخيمَ ليس قَدَراً، فحرصت على أن يكمل ابناؤها وبناتها تعليمهم[5]

كما تحضر شخصيات أخرى أبرزها:  فدوى، ووالده المريض بالربو بسبب غبار التبغ، وجدّه عليّ وجدّته خضرة، وخالته زينب وخاله أحمد صاحب الخط الجميل المحب للغناء، وخاله محمود الشاعر الذي سوف يسافر إلى الكويت ثم إلى السويد. و ثمة أيضًا  أصدقاء الطفولة: قاسم وفؤاد ونبيل، الذين انشغل السارد باستحضارهم بين الحين والآخر، وهالة ابنة الذّوات التي طاردَت إبراهيم وأوقعته في شباكها.

## الاستقبال و النقد
يعتمد العمل مرجعية سيرته الذاتية وباسمه الصريح، كما تصف مراحل حياته، لكن الرواية لا تسقط في فخ السيرة الذاتية الكلاسكية، بل إن نصر الله كتب الواقع بحبر الخيال. كما أن المؤلف في روايته السّيريّة هذه، لم يهتم بالوصف التفصيلي للأمكنة، و لا للمخيم الذي عاش فيه ولا لغيره من المواقع التي زارها، متحاشيا بعث الملل في قارئه.

## اقتباسات
- قلم حبر جاف كي تفكر جيدا قبل أن تكتب، فالكتابة بالقلم الرصاص متسرعة دائما لأننا نحس أن باستطاعتنا محو ما كتبناه بها. فهمت ؟.
- بعض الأسرار التي لا نقولها تصبح معروفة أكثر لأننا نبالغ في صمتنا كلما تذكرناها، أو كلما سئلنا عنها.
- هل تعرف كم هو صعب أن تدعو الأم الله كي يحفظ لها عشرة أبناء؛ عشرة أبناء لا يستر أرواحهم في هذه الغربة وطن؟ هل تعرف كم هو صعب وقد أصبح عدد الذين يريدوننا أمواتًا أكثر من عدد شعري الشائب هذا ؟.
- كنا نسافر كلما بتنا على يقين من أن الأرض لم تعد تتسع لفرحنا. وهكذا، تحولت جملة "أراك، أو أراك في المطار" إلى كلمة سر لباب سعادتنا.
- كرهته، كيف يطلب مني أن أرسم حديقة ببيتي في الوقت الذي سرقوا فيه منا البيت ؟.
- أخطر شيء في العالم، أن تكون شاعرًا.